# Фоксголм (Північна Дакота)
Фоксголм (англ. Foxholm) — переписна місцевість (CDP) в США, в окрузі Ворд штату Північна Дакота. Населення — 56 осіб (2020).

## Географія
Фоксголм розташований за координатами 48°21′55″ пн. ш. 101°34′20″ зх. д. / 48.36528° пн. ш. 101.57222° зх. д. (48.365415, -101.572120).  За даними Бюро перепису населення США в 2010 році переписна місцевість мала площу 2,48 км², уся площа — суходіл.

## Демографія
Згідно з переписом 2010 року, у переписній місцевості мешкало 75 осіб у 32 домогосподарствах у складі 17 родин. Густота населення становила 30 осіб/км².  Було 38 помешкань (15/км²).
Расовий склад населення:
| - 100,0 % — білих |

До двох чи більше рас належало 0,0 %. Частка іспаномовних становила 0,0 % від усіх жителів.
За віковим діапазоном населення розподілялося таким чином: 32,0 % — особи молодші 18 років, 64,0 % — особи у віці 18—64 років, 4,0 % — особи у віці 65 років та старші. Медіана віку мешканця становила 37,3 року. На 100 осіб жіночої статі у переписній місцевості припадало 141,9 чоловіків;  на 100 жінок у віці від 18 років та старших — 131,8 чоловіків також старших 18 років.
Цивільне працевлаштоване населення становило 30 осіб. Основні галузі зайнятості: роздрібна торгівля — 30,0 %, мистецтво, розваги та відпочинок — 23,3 %, будівництво — 16,7 %, сільське господарство, лісництво, риболовля — 16,7 %.